# Ally (Cantal)
Ally is een gemeente in het Franse departement Cantal (regio Auvergne-Rhône-Alpes) en telt 700 inwoners (1999). De plaats maakt deel uit van het arrondissement Mauriac.

## Geografie
De oppervlakte van Ally bedraagt 23,3 km², de bevolkingsdichtheid is 30,0 inwoners per km².
De onderstaande kaart toont de ligging van Ally (Cantal) met de belangrijkste infrastructuur en aangrenzende gemeenten.

## Demografie
Onderstaande figuur toont het verloop van het inwonertal (bron: INSEE-tellingen).

Vanwege een beveiligingsprobleem met de MediaWiki Graph-software is het momenteel niet mogelijk deze grafiek weer te geven. Zodra de software is bijgewerkt zal de grafiek vanzelf weer zichtbaar worden.
1. ↑  Populations de référence 2022.